# Vigentino
Der Vigentino (lombardisch Vigentin) ist ein Stadtteil der norditalienischen Großstadt Mailand. Er befindet sich im Süden der Stadt und gehört zum 5. Stadtbezirk.

## Geschichte

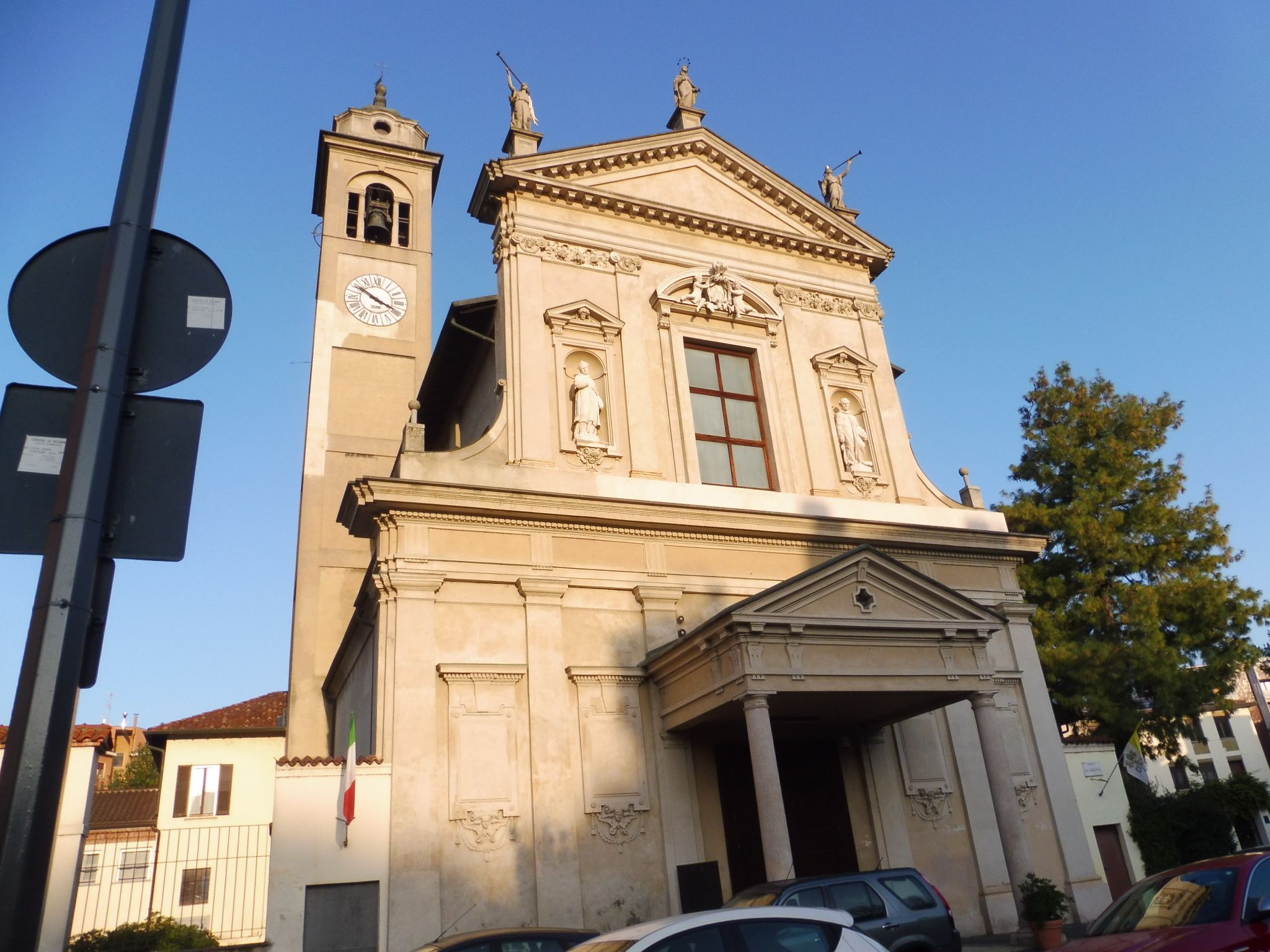
Die Pfarrkirche Santa Maria Assunta

Über die Ursprünge des Dorfes sind bis heute wenig bekannt: erstmals wurde der Vigentino im Jahre 1346 erwähnt.
Die Gemeinde Vigentino gehörte seit dem Mittelalter zum Pfarrbezirk San Donato.
1808 wurde der Vigentino per Napoleonischen Dekret mit vielen anderen Vororten nach Mailand eingemeindet. Mit der Wiederherstellung des Österreichischen Herrschafts wurde die Gemeinde Vigentino 1816 wieder selbstständig.
An der Gründung des Königreichs Italien (1861) zählte der Vigentino 797 Einwohner. 1869 wurde der Vigentino in die Gemeinde Quintosole eingemeindet; allerdings wegen der günstigeren Lage des Vigentino an der gleichnamigen Provinzialstraße (Strada Vigentina, spätere Staatsstraße 412) wurde 1894 der Verwaltungssitz von Quintosole nach dem Vigentino verlegt.
Wegen des immer stärkeren demografischen Zuwachses der Vororte von Mailand (die Gemeinde Vigentino hatte mit ihren Ortsteilen laut Zensus von 1921 8211 Einwohner) entschloss sich 1923 die neugewählte faschistische Regierung, das sogenannte Grande Milano („Groß-Mailand“) zu gründen, das mit dem Königlichen Dekret Nr. 1912 vom 2. September in Kraft trat. Seitdem gehört der Vigentino zu Mailand.